# Inke (Somogy)
Inke est un village et une commune du comitat de Somogy en Hongrie.